# Departamentul Gracias a Dios
Departamentul Gracias a Dios este unul dintre cele 18 departamente în care se împarte Hondurasul. Capitala departamentală este Puerto Lempira; până în 1975 a fost numit Brus Laguna.

## Istorie
Cândva parte a Coastei Țânțarilor, departamentul a fost format în 1957 din întregul teritoriu al Mosquitia și părți ale departamentelor Colón și Olancho, cu granița care se desfășoară de-a lungul paralelei de 85° V de Capul Camarón spre sud. Departamentul este destul de îndepărtat și inaccesibil pe uscat, deși companiile aeriene locale zboară în principalele orașe.

## Geografie
Departamentul Gracias a Dios acoperă o suprafață totală de 16.997 km² și, în 2015, a avut o populație estimată de 94.450.
Deși este al doilea departament ca mărime din țară, este puțin populat și conține zone extinse de pin, mlaștini și păduri tropicale. Cu toate acestea, extinderea frontierei agricole reprezintă o amenințare perenă pentru bontul natural al departamentului.
Departamentul conține Laguna Caratasca, cea mai mare lagună din Honduras.

## Municipalități
1. Ahuas
2. Brus Laguna
3. Juan Francisco Bulnes
4. Puerto Lempira
5. Ramón Villeda Morales
6. Wampusirpi